# Hafez al-Assad
Hafez al-Assad (حَافِظُ ٱلْأَسَدِ, Qardaha, 6 de Outubro de 1930 — Damasco, 10 de Junho de 2000) foi um político sírio que serviu como presidente da Síria, de 1971 até 2000, ano de sua morte. Foi sucedido por seu filho Bashar al-Assad, que governou por vinte e quatro anos até ter sido deposto em 2024, encerrando o governo da Família Assad.
De família humilde, após os estudos primários, foi formado na academia militar e, em seguida, enviado para completar sua formação com militares soviéticos. Ingressou no Partido Baath em 1946 e se opôs ativamente à unificação entre Síria e Egito. Ao fracassar a unificação em 1961, seu prestígio ascendeu, sendo nomeado chefe das Forças Aéreas em 1964. Enquanto ocupava este cargo, a Síria sofreu uma humilhante derrota com a perda de quase toda sua força aérea e parte de seu território na Guerra dos Seis Dias. Apesar desta derrota, aumentou a instauração do regime militar em 1963. Em 1970, aproveitou sua posição para dar um golpe de Estado.
Assad desradicalizou o governo Ba'ath quando ele tomou o poder, dando mais espaço para a iniciativa privada e fortalecendo as relações exteriores do país com países que seu antecessor havia considerado "reacionários". Ele se aliou a União Soviética durante a Guerra Fria em troca de apoio contra Israel, e, embora ele tenha abandonado a política macro do conceito de pan-arabismo de unificar os povos do mundo árabe em uma única nação, Assad procurou fazer da Síria a defensora dos interesses árabes contra os israelenses. Quando chegou ao poder, ele organizou os serviços estatais em linhas sectárias (os sunitas se tornaram líderes das instituições políticas, enquanto os alauitas tomaram o controle das forças armadas, órgãos de inteligência e do aparato de segurança). Os poderes anteriormente colegiados de tomada de decisões Baathistas foram restringidos e transferidos para o presidente. O governo sírio deixou de ser controlado pelo partido, num sistema único, no sentido normal da palavra, e se tornou uma nação presidencialista com um poder central forte. Para manter esse sistema, um grande culto de personalidade foi erguido ao redor de Assad e sua família, que passou a controlar o aparato estatal e as finanças do país. Assad ordenou uma intervenção no Líbano em 1976, o que resultou na ocupação síria de quase trinta anos do território libanês. Durante seu governo, seu regime reprimiu uma revolta islamista liderada pelos rebeldes da Irmandade Muçulmana síria por meio de uma série de repressões que culminaram no massacre de Hama, levando à destruição de dois terços da cidade. Seu regime foi acusado de inúmeras violações dos direitos humanos, incluindo a criação de campos de extermínio em prisões, como a prisão de Sednaya, que foi apelidada de "Açougue Humano".
Tendo se tornado a principal fonte de iniciativa dentro do governo sírio, Assad começou a procurar um sucessor. Sua primeira escolha era seu irmão Rifaat, mas este tentou tomar o poder para si em 1983–84 quando a saúde de Hafez declinou temporariamente. Rifaat foi exilado quando seu irmão se recuperou. A próxima escolha de Hafez para sucede-lo se tornou seu filho mais velho, Bassel. Contudo, Bassel morreu em um acidente de carro em 1994, o que forçou o presidente a apontar seu outro filho, Bashar, para ser seu sucessor. A escolha era arriscada pois Bashar al-Assad, na época, não tinha experiência política. A mudança para nomear um membro de sua própria família como seu sucessor foi recebida com críticas em alguns setores da classe dominante síria, mas Assad persistiu com seu plano e rebaixou vários funcionários públicos que se opunham a sua decisão. Hafez morreu em 2000, de um ataque cardíaco, após quase três décadas no poder. Conforme seus desejos, foi sucedido na presidência pelo seu filho, Bashar al-Assad.
A dinastia al-Assad durou vinte e quatro anos após a morte dele, quando seu filho Bashar foi deposto após uma violenta guerra civil (2011-2024). Em 11 de dezembro do mesmo ano, foi relatado que rebeldes incendiaram o túmulo de Hafez.